# L'Éléphante du magicien
Pour plus de détails, voir Fiche technique et Distribution.
L'Éléphante du magicien (The Magician's Elephant) est un film d'animation américain réalisé par Wendy Rogers, sorti en 2023.

## Synopsis
Un jeune garçon doit relever trois défis que le roi lui a donné pour obtenir une éléphante aux pouvoirs magiques.

## Fiche technique
- Titre : L'Éléphante du magicien
- Titre original : The Magician's Elephant
- Réalisation : Wendy Rogers
- Scénario : Martin Hynes d'après le roman de Kate DiCamillo
- Musique : Mark Mothersbaugh
- Photographie : Gary H. Lee
- Montage : Robert Fisher Jr.
- Production : Julia Pistor
- Société de production : Animal Logic, Netflix Animation et Village Roadshow Pictures
- Pays :  États-Unis et  Australie
- Genre : Animation, aventure, comédie dramatique et fantastique
- Durée : 99 minutes
- Dates de sortie : 
  - Netflix : 17 mars 2023

## Distribution

### Voix originales
- Noah Jupe : Peter
- Mandy Patinkin : Vilna Lutz
- Brian Tyree Henry : Leo Matienne
- Natasia Demetriou : la narratrice et la voyante
- Sian Clifford : Gloria Matienne
- Benedict Wong : le magicien
- Miranda Richardson : Madame LaVaughn
- Kirby Howell-Baptiste : la comtesse
- Aasif Mandvi : le roi
- Pixie Davies (en) : Adele
- Dawn French : Sœur Marie
- Cherise Boothe : Yvette et la femme excitée
- Katy Cavanagh-Jupe (en) : Mme Taylor, la crieuse, Iris, la ministre du Trésor et la mère de De Smedt
- Tom Kenny : le ministre de la Défense, Tomas, le sergent De Smedt, le vendeur de patates, le conducteur et le régisseur
- John DiMaggio : l'homme-canon

### Voix françaises
- Tony Sanial : Peter
- Gérard Darier : Vilna Lutz
- Namakan Koné : Matienne
- Léovanie Raud : Gloria Matienne
- Nicolas Marié : le magicien
- Josiane Pinson : Madame LaVaughn
- Pierre Tessier : le roi
- Barbara Beretta : la voyante
- Faïda Lovero : Mme Taylor
- Muriel Chiara : la ministre du Trésor et la mère de De Smedt

 Source et légende : version française (VF) sur RS Doublage et carton du doublage français.

## Accueil
Le film a reçu un accueil mitigé de la critique. Il obtient un score moyen de 53 % sur Metacritic.